# Marge esquerre d'Ucraïna

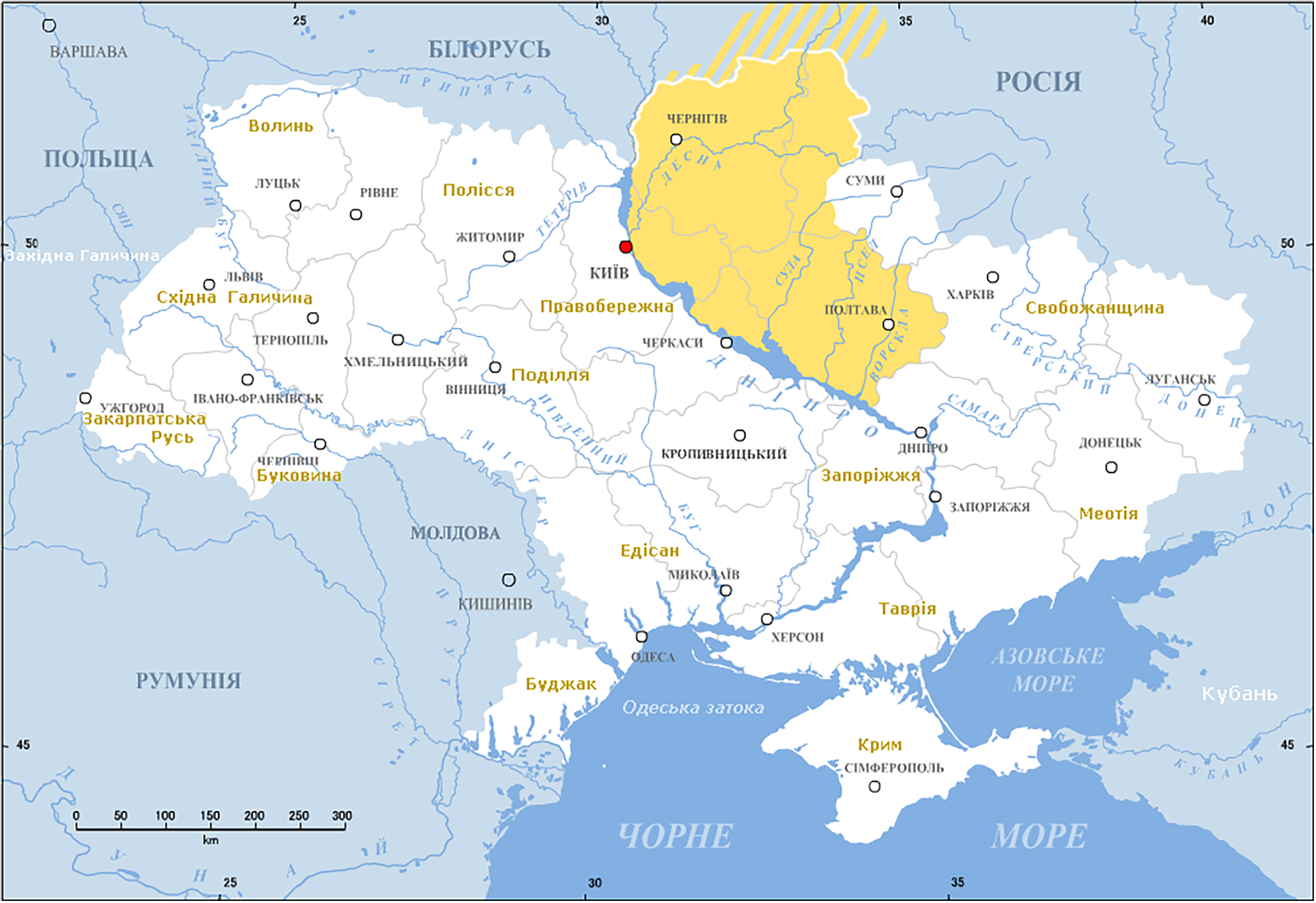
Marge esquerre d'Ucraïna (groc).

El Marge esquerre d'Ucraïna (ucraïnès: Лівобережна Україна; rus: Левобережная Украина) és el nom històric de les zones d'Ucraïna a l'esquerra (est) del riu Dniéper, que inclou les actuals Óblast de Txerníhiv, Poltava i Sumi, així com les parts orientals de Kíiv i Txerkassy.
Pel Tractat de Pereiàslav del 1654, aquesta àrea d'Ucraïna passà a estar sota el control de Moscòvia, la qual cosa fou ratificada posteriorment pel Tractat d'Andrússovo el 1667, el Tractat de Pau Eterna del 1686 entre la Confederació de Polònia i Lituània i Moscòvia.
El marge esquerre d'Ucraïna va gaudir de cert grau d'autonomia dins de Moscòvia (des del 1721 convertida en l'Imperi Rus), com l'Hetmanat cosac, autonomia que es va perdent gradualment al llarg del segle xviii.